# Серветсеза Кадын-эфенди
Серветсеза́ Кады́н-эфе́нди (тур. Servetsezâ Kadın Efendi; 1823, Майкоп — 24 августа/24 сентября 1878/1879, Стамбул) — главная жена (башкадын-эфенди) османского султана Абдул-Меджида I и приёмная мать Мехмеда V, Фатьмы-султан и Рефии-султан.

## Биография
По данным мемуариста Харуна Ачбы, Серветсеза родилась в 1823 году в Майкопе в семье черкесского князя Мансура Темрюка и его жены, происходившей из грузинской княжеской семьи Дадешкелиани. Кроме Серветсезы в семье было двое сыновей Андок (1818—1886) и Сулейман (1825—1896) и дочь Фатьма Шемсфер (1821—1855). Сестра Серветсезы была казначеем в гареме султана Абдул-Меджида I, брат Андок проживал в Стамбуле, а брат Сулейман в Самсуне. Турецкий историк Недждет Сакаоглу не указывает дату рождения Серветсезы, однако отмечает, что скончалась она в 1878 году «в возрасте за 50 лет».
Поскольку мать Абдул-Меджида I валиде Безмиалем-султан по происхождению была грузинкой, она хорошо знала семью Дадешкелиани и желала породниться с ней и другими знатными семьями Кавказа до того, как её сын взойдёт на престол. Безмиалем уговорила Мансура Темрюка привезти семью в Стамбул, а чтобы он не передумал, женила сына на младшей четырнадцатилетней дочери Мансура Серветсезе в 1837 году. Как пишет Ачба, брак Абдул-Меджида I и Серветсезы не был счастливым: будущий султан был страстно влюблён в свою первую наложницу Хюснидженан, страдавшую психическим расстройством. Ачба считает, что из-за чувств Абдул-Меджида к Хюснидженан Серветсеза не смогла забеременеть и родить ребёнка. Отношения с башкадын-эфенди продлились недолго, и за четыре месяца до восшествия на престол в 1839 году Абдул-Меджид взял вторую жену.
Неудача в браке нисколько не расстроила Серветсезу, напротив — она одобрила выбор второй жены и отошла от придворной жизни, оставшись главной женой лишь номинально. Абдул-Меджид доверял Серветсезе и потому поручил ей воспитание двоих своих детей, шехзаде Мехмеда Решада и Фатьмы-султан, после смерти их матери Гюльджемаль Кадын-эфенди в 1851 году. Сакаоглу пишет, что младшая дочь Гюльджемаль Рефия также попала под опеку Серветсезы. Как пишет Харун Ачба, Серветсеза хорошо справилась с возложенной на неё миссией.
После смерти Абдул-Меджида I в 1861 году Серветсеза поселилась в выделенном ей дворце в Кабаташе. Серветсеза пережила правление троих султанов и умерла в Кабаташе по разным данным 24 августа 1878 года, 24 сентября 1878 или 24 сентября 1879 года. Хотя во дворце ходили слухи, что Серветсеза была отравлена по приказу Абдул-Хамида II, Ачба считает эти слухи необоснованными. Чагатай Улучай объясняет эти слухи тем, что Серветсеза очень любила султана Мурада V, считала его свержение незаконным, а его преемника Абдул-Хамида II считала лишь наместником султана и называла его «Хамид-эфенди». За день до смерти Серветсеза навестила пасынка и вновь нелицеприятно высказалась в адрес Абдул-Хамида II; по возвращении домой Серветсезе стало плохо и на следующий день она скончалась. Сакаоглу пишет, что по данным архивов дворца Топкапы, Серветсеза умерла от «болезни языка», вероятно от рака.
По данным Ачбы, Серветсеза была похоронена на кладбище при мечети султана Селима, однако Сакаоглу и Улучай указывают местом погребения Серветсезы гробницу её мужа при той же мечети. Имущество главной жены Абдул-Меджида I было возвращено в казну, поскольку Серветсеза не оставила завещания.